# 杨方旭
杨方旭（1994年10月6日—），山东潍坊高密人，中国女排队员，身高1.90米，司職接应二传。2014年世界女子排球錦標賽获得亚军，2016年夏季奧林匹克運動會女子排球比賽获得冠军。
2018年8月11日，楊方旭被查出違規使用興奮劑外源性促红素。之後，她被處以禁赛4年的處罰。

## 獎項

### 國家隊
- 2014年世界女子排球錦標賽： - 銀牌
- 2016年夏季奧林匹克運動會女子排球比賽： - 金牌